# لورنا غولدينج
لورنا غولدينج (بالإنجليزية: Lorna Golding)‏ هي سيدة أعمال جامايكية، ولدت في 6 يوليو 1951 في جامايكا.